# Гінзбург Лідія Яківна
Лідія Яківна Гінзбург (18 березня 1902, Одеса — 17 липня 1990, Ленінград) — російський літературознавець, письменник, мемуарист. Єврейка.

## Біографія і творчість
Після смерті батька (1910) жила на утриманні дядька. У молодості була близька до формальної школи, публікувалася в колі младоформалістов — Нік. Степанова, ВІКТ. Гофмана, Нік. Коварская, В. Зільбера (В. Каверіна) та ін (Нещодавно їх роботи перевидані, див:. [1]). Закінчила словесний факультет Інституту історії мистецтв у Ленінграді (1926). Була близька до літературно-художнього авангарду: планувалося її, як і інших младоформалістов, участь в збірках театрального колективу Радікс (1927) і Ванна Архімеда (1929). Особисто знала Шкловського, Маяковського, Ейхенбаум, Тинянова, Ахматову, Н. Я. Мандельштам, залишила спогади про них. Автор статей про Бенедиктова, Вяземському, Веневітінова та ін, Монографій про М. Ю. Лермонтова, О. І. Герцена.
Пережила блокаду Ленінграда, втратила матір (1942), яка померла від наслідків дистрофії.
Значними віхами в історії російського літературознавства стали її книги «Про лірику» (1964) та «Про психологічну прозу» (1971), кілька разів перевидані.
Мемуаристика Гінзбург і її унікальні нотатники 1920-х — 1980-х років (автор називав цей жанр «проміжної прозою») стали публікуватися лише з середини 1980-х і досі не надруковані повністю. Частково опублікована її листування (з Над. Мандельштам, Нат. Ільіной, Б. Бухштаб). Усвідомлення оригінальності і масштабу фігури Гінзбург, вивчення її спадщини і ролі свідка століття припадає в Росії вже на 2000-і роки.
Лауреат Державної премії СРСР (1988)